# Pacte de Brunnen

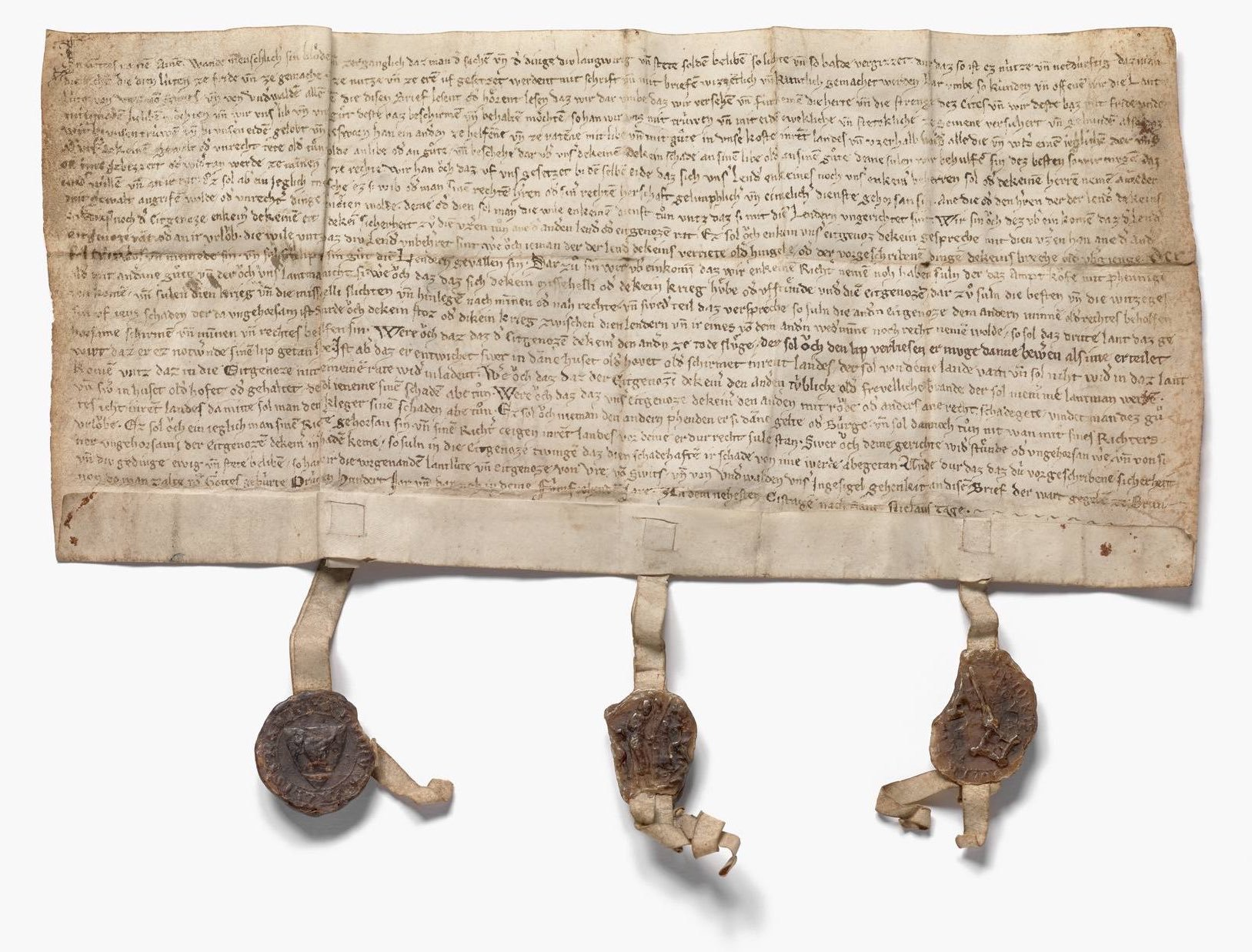
Le pacte de Brunnen

Le pacte de Brunnen est un pacte du 9 décembre 1315 entre les cantons suisses d'Uri, de Schwytz et d'Unterwald (Nidwald et Obwald). Il a été signé juste après la bataille de Morgarten

## Contexte
Pour un article plus général, voir Confédération des III cantons.
En 1309, l'empereur Henri VII de Luxembourg accorde l'immédiateté impériale aux trois cantons. 
En 1314 a lieu la double élection de Frédéric le Beau (Habsbourg) et Louis de Bavière. Les Schwytzois (Ducry) mènent une attaque plus violente que d'habitude contre l'abbaye territoriale d'Einsiedeln. Les Habsbourg, qui sont les avoués d'Einsiedeln, conduisent une opération punitive : mais le 15 novembre 1315, les Waldstätten battent le duc Léopold I (frère de Frédéric le Beau) lors de la bataille de Morgarten.
Le 9 décembre 1315, les trois cantons décident de resserrer leur alliance par l'adoption du pacte de Brunnen.